# Żanaauył (stacja kolejowa)
Żanaauył (kaz. Жаңаауыл; ros. Жанааул) – węzłowa stacja kolejowa w miejscowości Temyrtau, w obwodzie karagandyjskim, w Kazachstanie. Węzeł linii Karaganda – Temyrtau z linią Karagandyjskiego Zagłębia Węglowego.
Stacja obsługuje Zakład Metalurgiczny Karaganda – największą hutę stali w Kazachstanie i jedną z największych w byłym Związku Sowieckim. W jej obrębie znajdują się 3 przystanki kolejowe:
- Żanaauył
- Miechtupik
- Wchodnaja.